# Diémoz
Diémoz – miejscowość i gmina we Francji, w regionie Owernia-Rodan-Alpy, w departamencie Isère. Jej burmistrzem jest Christian Rey.
Według danych na rok 1990 gminę zamieszkiwało 1848 osób, a gęstość zaludnienia wynosiła 135 osób/km² (wśród 2880 gmin regionu Rodan-Alpy Diémoz plasowała się wtedy na 464. miejscu pod względem liczby ludności, natomiast pod względem powierzchni na miejscu 863.).